# 古浪大地震
古浪大地震，發生於1927年5月23日（農曆四月二十三日）6時32分47秒（UTC+8），中國甘肅古浪發生矩震級為7.6級的強烈地震，震央位於甘肅武威南沈家窩鋪，震中烈度11度，震源深度12公里，死亡4萬餘人。地震發生時，土地開裂，冒出黑水，硫磺毒氣橫溢，熏死饑民無數。波及最遠達700公里。在武威之武威城、塔兒莊、張義堡，古浪之黑松驛、黃羊川範圍內破壞極為嚴重。古浪縣城夷為平地，地震波及甘肅、青海、陝西等地。

## 地震災情以及地面破壞現象

### Ⅺ度破壞區
主要分佈在古浪縣城及其周圍，雙塔、水峽口、沈家窩鋪、冬青頂一線，古城、塔兒溝、張義堡等地區。

#### 古浪縣城及其附近地區
《古浪縣誌·災異》記載：

民國十六年丁卯之夏四月二十三，古浪發現（原文如此，應為「發生」）空前之大地震。是日也天將曉，初震一次，其勢尚微，不過床榻之滉漾，釕扣之鳴響而已。人之由夢中警覺者，以為震搖已過，多數未曾防避。甫逾片刻，二次又來，霹靂一聲，谷應山鳴，數十丈之黃塵，繚繞空中，轉瞬天地異色，日月無光，城郭廬舍化為烏有，山河改觀，閭巷莫辨，號痛之聲，遠聞數里，號稱三百戶之縣城，壓斃男女七、八百口，全城房屋，頹倒無遺，其未曾搖倒者僅南街之燃燈佛樓（現已拆除），北街之楊家牌坊……統計城鄉死亡人口四千有餘，牛羊馬匹數達三萬。

縣城及其附近的古廟，如百子宮、石門山廟、三聖宮，聖母宮、三官樓、三師殿、北極宮、老君閣、新龍廟、土主廟、雷祖廟等，地震時完全傾廢；城池、衙署、司法署、公安局等政府用房完全傾圮；就是建築比較好的政府公署和天主教堂也大半搖平。縣城及其附近的地裂縫、土疙瘩群、井水漲落現象也極為普遍。由此可見古浪縣城的破壞是相當嚴重的。
古浪縣城周圍的破壞，據《古浪縣誌·災異》記載：

周圍五十里內變為丘墟，壓斃人民數千。

據考察古浪城東自東嶽廟，南至黑松驛之大坡頭，西至西川（沙河溝）之小幹溝，北至胡家邊，距城約50里外，慘狀一耳，古浪以東的黃羊川一帶地裂縫很發育，房屋破壞嚴重；小幹溝木架結構房屋全倒，墳墓搖平，樹梢拂地，山上平地裂縫很發育；黑松驛一帶地裂縫很多，以近南北向為主，房屋幾乎全倒，僅存娘娘廟和磨坊各一座，長城坍塌多處；胡家灣房屋全部震倒，山頂搖酥，裂口、裂縫很多，震時裂縫一張一合，震後地面凹凸不平，即使堅硬的地方也出現了寬0.5米的裂縫。

### Ⅹ度破壞區
主要分佈在武威周圍、泗水、黃羊鎮、金塔、南營等地。

#### 武威縣城及其附近地區
《盛京時報》第五版記載：

涼州（今武威）于本年五月二十三日晨刻，地忽大震，一時山谷崩裂，日暗無光，城市廬舍倒塌者十之六、七，繁富之區，化為丘墟，數千年之古跡，同時浩劫，哭聲震動天地，萬井為之無煙，歷來震災未有若此之慘酷劇烈者。茲經詳細調查，僅武威一縣，計壓斃人口三萬五千四百九十五人（原有人口八萬多），牛馬羊畜二十二萬二千零九十五頭，倒塌村莊一萬九千三百九十九座，房舍四十一萬八千四百四十二間，崩裂田地約十二萬三千六百六十九畝餘，其餘雜物等件，傷損不可以數計。堅實的武威縣署房屋以及外國傳教士的教堂均被震倒。

新通志稿載：

羅什寺鎏銅塔頂高五尺餘，……民國十六年四月地震塔圮，頂墜地，裂為數片。地震時大城四門磚樓（共廿四個）倒廿三個，只留北樓，土垛口落下。十三層高的羅藏磚塔只余一人高，清真寺、大廣寺二塔傾圮。廟宇震廢殘缺不全，房屋倒約十分之三，縣署倒平，縣署倒房萬余間（原文如此，疑為百餘間），縣長斃命。傷之逾千，街道有裂縫不寬。

#### 金塔
另外，泗水、蘇家湖、南營、紅水河等地區破壞也較嚴重，房屋、廟宇大部分倒塌，地面出現許多裂縫。

### Ⅸ度破壞區
包括永昌、土門等地區。